# Marie-François Auguste Caffarelli du Falga
Marie-François Auguste Caffarelli du Falga (7. října 1766 zámek Falga, departement Haute-Garonne, Francie – 23. ledna 1849 zámek Leschelles poblíž Guise, departement Aisne) byl francouzský generál a politik italského původu z období revolučních a napoleonských válek. Stal se držitelem velkokříže Čestné legie, komandérem Železné koruny, rytířem Řádu svatého Ludvíka a jednou z osobností zvěčněných na Vítězném oblouku v Paříži.
Jako nejmladší syn z piemontské šlechtické rodiny vstoupil do sardinské armády, pak bojoval za Francii proti Španělsku i v německých zemích, s konzulární gardou se zúčastnil i bitvy u Marenga (1800). Později eskortoval papeže z Říma na Napoleonovu korunovaci císařem a ve funkci císařova pobočníka absolvoval tažení roku 1805 včetně bitvy u Slavkova. Následně byl několik let ministrem války a loďstva Italského království, v letech 1810–1813 bojoval ve Španělsku. Po Napoleonově abdikaci eskortoval císařovnu se synem do Vídně; během stodenního císařství se znovu vrátil do funkce pobočníka, avšak krátce po porážce u Waterloo ze služby odešel. Po červencové revoluci se ve 30. letech stal pairem a zasedl v horní komoře parlamentu. Po revoluci roku 1848 se uchýlil do soukromí a krátce nato zemřel. 

## Život
Pocházel z piemontské šlechtické rodiny; jeho rodiči byli Pierre François Maximilien de Caffarelli (1725–1766) a Marguerite Louise Félicité d'Anceau (1733–1786). Narodil se na zámku Falga v jihofrancouzské provincii Languedoc 7. října 1766 jako v pořadí šestý, nejmladší syn (nepočítaje v to Étienna, který zemřel již v dětském věku), přičemž i dva další bratři byli francouzskými důstojníky: nejstarší Maximilien (1756–1799) sloužil jako generál ženijního vojska a Joseph (1760–1845) jako viceadmirál u námořnictva.
François Auguste byl od mládí předurčen k armádní službě. Podobně jako většina bratří – již zmínění Maximilien a Joseph, ale také Charles (1758–1826) a Jean-Baptiste (1763–1815) – studoval na královské vojenské škole v jihofrancouzském Sorèze poblíž Toulouse, a to v letech 1776–1783. Poté 8. března 1785 nastoupil do služby jako osmnáctiletý podporučík v armádě sardinského krále, kde vytrval do 1. června 1792, když hrozila válka mezi Francií a Sardinským královstvím.

### Revoluční války
Když v roce 1793 napadli Španělé pohraniční comarku Roussillon a vypukla válka o Pyreneje, nastoupil 30. dubna 1793 do francouzské Východopyrenejské armády (Armée des Pyrénées-Orientales) jako řadový dragoun 15. dragounského pluku (dřívějších Noailles dragons). Již 8. května byl povýšen na kapitána a stal se pobočníkem generála Nucého a později generála Dagoberta. V bitvě u Truillas 22. září byl zraněn střelou do stehna. Následujícího roku, 28. března 1794, byl provizorně jmenován generálním adjutantem velitelem brigády (adjudant-général chef de brigade). V této hodnosti byl potvrzen 13. června 1795 a 30. srpna téhož roku byl přeřazen k armádě Sambry a Mázy (Armée de Sambre-et-Meuse).
Dne 4. června 1797 byl jmenován velitelem 9. lehké pěší půlbrigády a velel jí nadále, i když byla v září přidělena k Německé armádě (Armée d’Allemagne) a poté v prosinci k Rýnské armádě (Armée du Rhin). Historik Charles Mullié uvádí, že Caffarelli bojoval i v egyptském tažení, ačkoli to jiní autoři nepotvrzují. V Egyptě ovšem sloužil a také padl jeho nejstarší bratr Maximilien.
Dne 26. dubna 1799 se oženil s Julienne-Blanche-Louise d'Hervilly (1784–1854).

### Konzulát

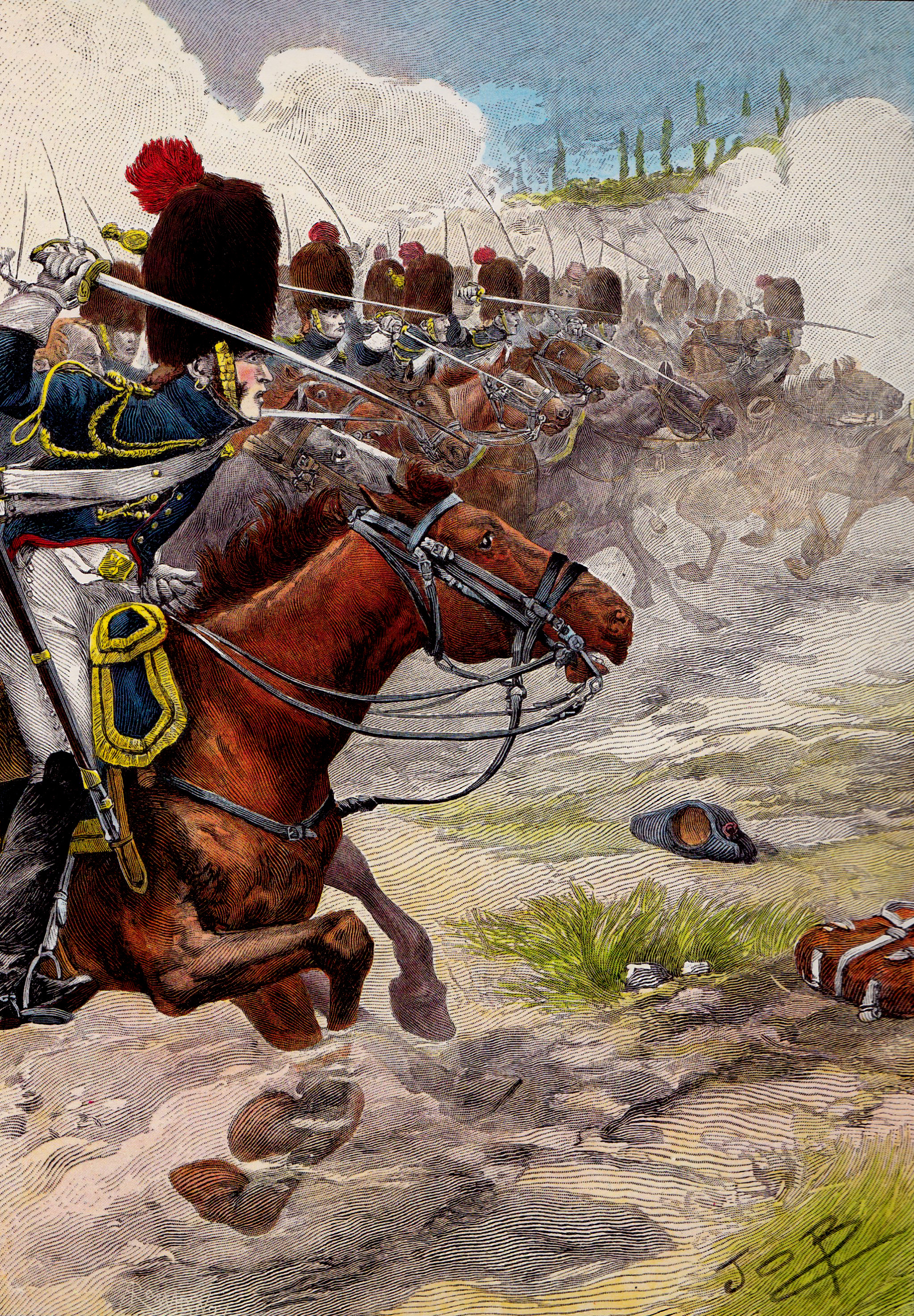
Útok jízdních granátníků konzulární gardy v bitvě u Marenga 14. června 1800

Po převratu 18. brumairu v listopadu 1799 a nastolení konzulátu byl Caffarelli počátkem roku 1800 přidělen ke konzulární gardě, výběrové jednotce veteránů z dřívějších válečných tažení, kde se 4. ledna stal generálním adjutantem. V polovině června téhož roku sloužil s gardou v záloze armády v bitvě u Marenga a podle Jiřího Fidlera se počátkem prosince vyznamenal v bitvě u Hohenlinden.
Po uzavření amienského míru (25. března 1802), který ukončil válku druhé koalice, byl Caffarelli 16. května 1802 povýšen na brigádního generála. Do tohoto roku rovněž spadá epizoda, kdy byl zatčen a deportován do Francie černošský vůdce haitské revoluce Toussaint Louverture. V září 1802 první konzul Bonaparte pověřil Caffarelliho, aby provedl výslech Toussainta v jeho vězení v horské pevnosti Joux v pohoří Jura při hranicích se Švýcarskem.
Později, během příprav na invazi do Británie v letech 1803–1805, sloužil Caffarelli u Armády oceánského pobřeží (Armée des côtes de l’Océan). Mezitím byl 11. prosince 1803 jmenován členem Řádu čestné legie a 14. června 1804 jeho komandérem. V roce byl 1804 byl navíc pověřen speciálním diplomatickým úkolem: odjel na misi do Říma přesvědčit papeže Pia VII., aby přijel do Francie korunovat Napoleona novým císařem Francouzů. Provázel jej pak jako velitel vojenské eskorty na cestě do Paříže.

### Generál císařství
V roce 1805 byl Caffarelli povýšen na divizního generála (1. února), jmenován guvernérem Tuilerijského paláce a předsedou volebního kolegia departementu Calvados v Normandii, kde byl jeho bratr Charles prefektem. Od srpna 1805 se stal pobočníkem (aide-de-camp) císaře a v této úloze také vyrazil s Velkou německou armádou (Grande Armée d’Allemagne) na válečné tažení roku 1805 vstříc třetí protifrancouzské koalici. Poté, co byl na konci října v boji u Lambachu nedaleko Lince při přechodu řeky Traun zraněn divizní generál Bisson, dočasně jej 1. listopadu nahradil v čele 1. pěší divize 3. sboru maršála Davouta. Od poloviny listopadu byl se svou divizí převeden pod 5. sbor maršála Lannese a v bitvě u Slavkova 2. prosince 1805 bojoval na levém (severním) křídle francouzské sestavy, odkud se svojí divizí kryl útok Soultova 4. sboru na Pratecké návrší, ve spolupráci s jezdectvem odrazil všechny útoky Bagrationova předvoje a postoupil z oblasti Blažovic přes Holubice k císařské silnici a tak vytlačil jednotky protivníka z bojiště k severovýchodu.
Dne 8. února 1806 obdržel „jako odměnu za svůj talent a statečnost“ nejvyšší hodnost – velkokříž Čestné legie. Následující měsíc byl jmenován ministrem války a loďstva Italského království, v čele ministerstva setrval až do roku 1810. Později, 23. prosince 1807, byl také jmenován rytířem Železné koruny, nově zřízené italské obdoby Čestné legie. V roce 1809 obdržel titul hraběte císařství a hannoverské panství Altkloster.

### Poloostrovní válka

Znak Augusta Caffarelliho, hraběte císařství

Podle historika Georgese Sixe se měl Caffarelli odebrat do Španělska a v únoru 1809 se zúčastnit úspěšného obléhání Zaragozy, načež se v květnu téhož roku vrátil zpět do Itálie a byl nasazen v Terstu. Poté byl 20. září 1810 pověřen sestavením a velením záložní divize pro Španělskou armádu (Armée d'Espagne), která sestávala ze čtyř provizorních pěších pluků a dvou pluků jezdectva. Krátce sloužil v Biskajsku a Santanderu při severním pobřeží Španělska, kde byl 28. září jmenován vrchním velitelem vojsk 4. gouvernementu. Když se 23. října 1810 pokusila anglická eskadra 27 plachetnic vylodit na pobřeží u Santoñe či Lareda, Caffarelli jejich pokus zmařil a donutil je k ústupu. V prosinci 1810 byl poslán do Kastilie, kde setrval do června následujícího roku. Dne 9. června 1811 porazil Minovy španělské partyzány v údolí u Ultzama, poté v červenci převzal velení v Biskajsku a Navaře.
V lednu 1812 se Caffarelliho divize stala součástí Severní armády vedené generálem Dorsennem. Dne 29. února utrpěl střelné zranění v bitvě u Roncalu na svazích Pyrenejí. Poté byl 13. dubna jmenován velitelem celé Severní armády namísto Dorsenna (velení převzal 5. května). V polovině října se připojil ke generálu Souhamovi, veliteli Portugalské armády (Armée de Portugal), a spolu s ním 22. října odrazil britské jednotky maršála Wellingtona obléhající Burgos. Na začátku listopadu se vrátil zpět do Biskajska, porazil španělské generály Renovalese a „Marquesita“ u Bilbaa a poté v roce 1813 dosáhl vítězství nad anglickými vojsky u Villadiega.

### Soumrak císařství
Dne 14. ledna 1813 byl Caffarelli definitivně odvolán z Pyrenejského poloostrova zpět do Francie, aby se opět vrátil k pozici císařova pobočníka. V dubnu byl pověřen velením jednotek císařské gardy, které zůstaly v Paříži, a stal se vojenským guvernérem císařovnina paláce. Po Napoleonově abdikaci v roce 1814 doprovázel jeho manželku a syna, císařovnu Marii-Louisu a římského krále Napoleona II., na jejich cestě do Vídně. Když se pak vrátil do Francie, byl 1. září 1814 postaven mimo službu, král Ludvík XVIII. jej však jmenoval rytířem Řádu svatého Ludvíka a 17. ledna 1815 už opět velel 1. subdivizi 13. vojenské divize v bretaňském Rennes.
Po Napoleonově návratu z Elby prý marně přesvědčoval císařovnu Marii Louisu k odjezdu do Paříže. Sám se vrátil do císařových služeb a 22. dubna 1805 se opět stal jeho pobočníkem. Napoleon jej v červnu pověřil velením 1. vojenské divize, s níž měl bránit a udržovat pořádek v hlavním městě. Po fiasku u Waterloo se 1. července zúčastnil válečné porady v Hôtel-de-Ville, kde bylo rozhodnuto, že Paříž nebude klást žádný odpor. Maršál Davout coby ministr války jej následujícího dne vyslal na misi do Met, kam dorazil prakticky současně s příchodem Rusů. Poté se připojil k armádě na Loiře a dekretem z 1. srpna 1815 s účinností od 1. ledna 1816 byl poslán do výslužby. Podle Fidlera byl nucen odejít do nizozemského a sardinského exilu.

### Závěr života

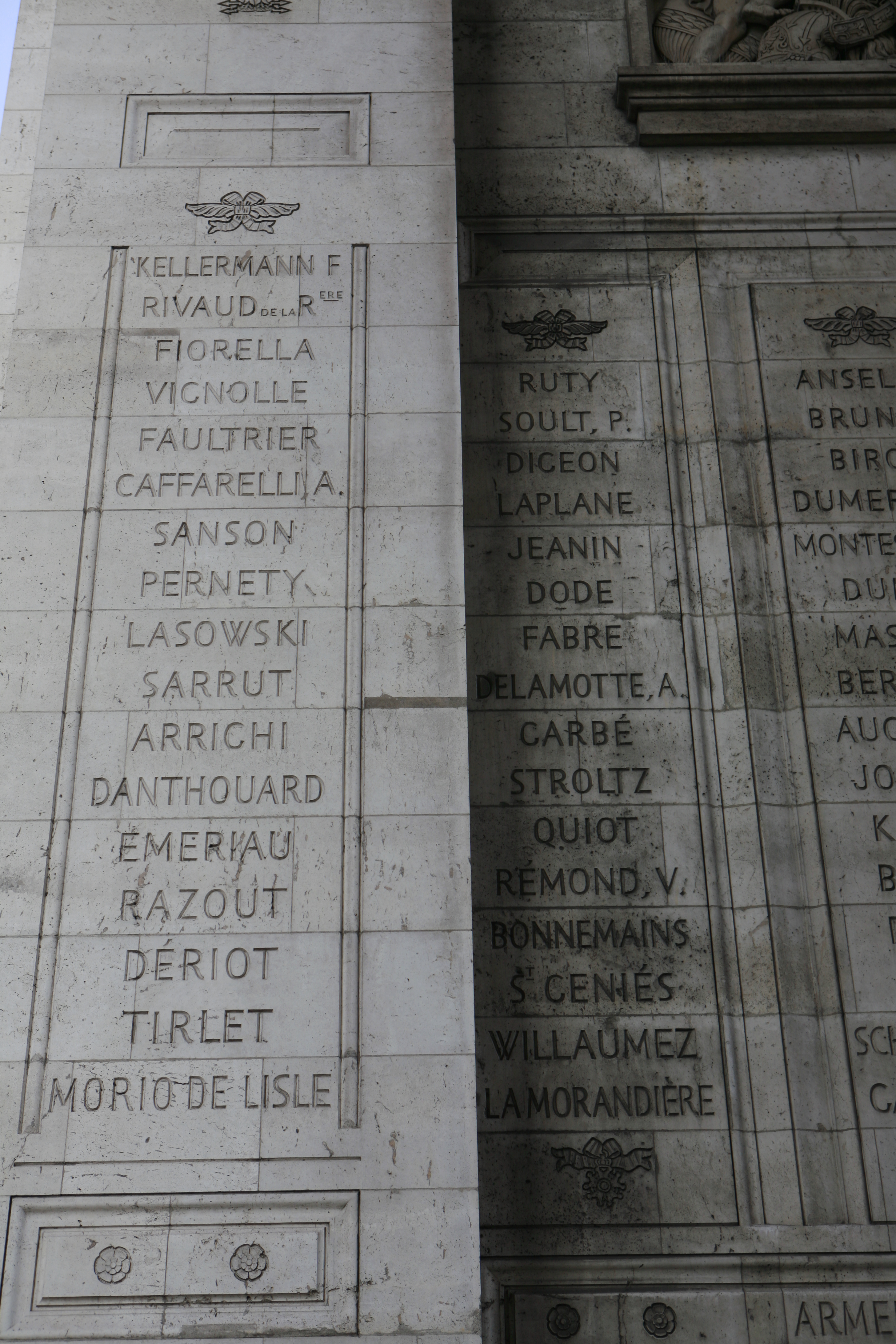
Caffarelli na Vítězném oblouku (vlevo nahoře)

V roce 1819 jej královský dekret jmenoval viceprezidentem volebního kolegia severofrancouzského departementu Aisne. V roce 1830 předsedal kolegiu 3. obvodu téhož departementu. Po červencové revoluci a svržení Bourbonů byl Caffarelli 7. února 1831 povolán do zálohy generálního štábu. Tehdy již 65letý Caffarelli se pak 19. listopadu stal pairem Francie a zasedl v parlamentu. Následujícího roku byl zvolen tajemníkem horní komory namísto maršála Mortiera, vévody z Trevisa, který odešel jako velvyslanec do Sankt-Petěrburgu. V roce 1840 byl zpravodajem komise zodpovědné za prozkoumání projektu převozu Napoleonových ostatků ze Svaté Heleny a jejich uložení v pařížské Invalidovně.
Po revoluci roku 1848 se Caffarelli uchýlil do soukromí. Po dlouhé nemoci zemřel 24. ledna 1849 na zámku Leschelles u Guise (Aisne) ve věku 83 let. Zanechal po sobě vdovu, dále dvě dcery Napoléone-Joséphine-Julienne (+1871), Augustine-Mélanie-Laurence (1809–1889) a syna Eugèna Augusta (1806–1878), prefekta departementu Ille-et-Vilaine.
Jméno Augusta Caffarelliho je uvedeno na jižní straně Vítězného oblouku v Paříži. V Sorèze, kde studoval, byla 22. května 1899 odhalena jeho busta.

## Vyznamenání
- Řád čestné legie:
  - legionář (19. frimairu roku XII republiky = 11. prosince 1803)[22]
  - důstojník (25. prairialu roku XII = 14. června 1804)
  - komandér (25. prairialu roku XII = 14. června 1804)[22]
  - velkodůstojník (4. nivôsu roku XIV = 25. prosince 1805)[31]
  - velkokříž Čestné legie (8. února 1806)[25]
- Řád železné koruny:
  - rytíř (23. prosince 1807)[22]
  - komandér (před rokem 1811)[26][32]
- Řád svatého Ludvíka:
  - rytíř (leden 1815)[22]